# Emma Villas Volley
O Emma Villas Volley, também conhecido como Emma Villas Aubay Siena por questões de patrocínios, é um time italiano de voleibol masculino da cidade de Siena, da província de Siena, região da Toscana. Atualmente o clube disputa a SuperLega, a primeira divisão do campeonato italiano.

## Histórico
Desde 2011, a Emma Villas ingressou no mundo esportivo, além de ser o principal patrocinador da equipe masculina de voleibol de Chiusi, cujas origens remontam a 1952, quando foi criada pela empresa Vitt, que contribuiu para jovens e esporte, objetivando o crescimento social. Após o excelente resultado inicial obtido na temporada 2011–12, sendo semifinalista na fase de playoffs do campeonato da Série C, promovendo-se à Série B2 para temporada seguinte. Durante o verão de 2013, passou a se chamar "Emma Villas Vitt Chiusi", cujo presidente é o mesmo que o responsável pelo setor turístico da Emma Villas, ou seja, o arquiteto Giammarco Bisogno..
Na temporada 2013–14 venceu a Copa B2 da Itália em 19 de abril de 2014, ascendeu à Série B1 em 10 de junho de 2014 e na jornada 2014–15 promove-se à Série A2, vencendo a Copa Itália B1 em 4 de abril de 2015. Em 2 de maio de 2015 muda outra vez de nome, passando a utilizar alcunha de "Emma Villas Siena" após mudança de sede. Terminou em sexto na fase regular da Série A2 no período 2015–16, eliminado nas quartas dos playoffs de promoção, alcançando também as semifinais da Copa A2 da Itália. Na jornada 2016–17 na Série A2 terminou na liderança do grupo branco, terminou em segundo no grupo de promoção e semifinalista nos playoffs de promoção e conquistou o título da Copa A2 da Itália em 29 de janeiro de 2017.
Nas competições de 2017–18, é novamente semifinalista na Copa A2 Itália, termina em terceiro no grupo branco da A2, quinto no grupo A e venceu o playoffs de promoção qualificando-se pra a elite nacional em 8 de maio de 2018. Na temporada 2018–19 termina na décima terceira posição da SuperLega e é rebaixado à Série A2.
Em 2022, mesmo terminando a temporada 2021–22 na nona colocação da Série A2, volta a disputar a primeira divisão italiana após adquirir o título esportivo do Reggio Emília Volley, campeão da segunda divisão da referida temporada.

## Títulos
Copa Itália - Série A2
- Campeão: 2016–17

## Elenco atual
Atletas selecionados para disputar a temporada 2022–23.
| Camisa                    | Nome                 | Altura (m) | Posição    |
| ------------------------- | -------------------- | ---------- | ---------- |
| 1                         | Giulio Pinali        | 1,99       | Oposto     |
| 2                         | Fabio Ricci          | 2,05       | Central    |
| 3                         | Maarten van Garderen | 2,00       | Ponteiro   |
| 4                         | Nemanja Petrić       | 2,02       | Ponteiro   |
| 6                         | Federico Bonami      | 1,83       | Líbero     |
| 7                         | Giacomo Raffaelli    | 1,98       | Ponteiro   |
| 8                         | Omar Biglino         | 1,98       | Central    |
| 9                         | Riccardo Pinelli     | 1,90       | Levantador |
| 10                        | Juan Ignacio Finoli  | 1,89       | Levantador |
| 11                        | Federico Pereyra     | 2,00       | Oposto     |
| 12                        | Swan N'Gapeth        | 1,88       | Ponteiro   |
| 13                        | Filippo Pochini      | 1,85       | Líbero     |
| 14                        | Alessio Fontani      | 1,90       | Ponteiro   |
| 15                        | Federico Pellegrino  | 1,88       | Ponteiro   |
| 16                        | Alessandro Augero    | 1,93       | Ponteiro   |
| 18                        | Daniele Mazzone      | 2,06       | Central    |
| Técnico: Paolo Montagnani |                      |            |            |